# A Ruiva Com Blusa Branca
A Ruiva com Blusa Branca ou La Rousse au chemisier blanc é uma pintura pintada por Henri de Toulouse-Lautrec em 1889. Mede 60,5 cm de altura por 50,5 cm de largura. Está conservado no Museu Thyssen-Bornemisza em Madrid.

## Tema
O pintor retrata uma de suas modelos preferidas do período parisiense, Carmen Gaudin, que fascinou o artista com seus cabelos ruivos e pele branca. Assim, tornou-se protagonista de uma série de obras como Carmen Gaudin, A Lavadeira, Carmen de frente, Carmen, Carmen de cabeça baixa. Outros pintores, como Albert Besnard, Émile Bernard, Henri Rachou e François Gauzi também a tomariam como modelo.
Esta e as outras obras mencionadas foram pintadas dentro da oficina que ele mantinha com Henri Rachou na rue Ganneron em Paris e não fora, cenário preferido dos pintores impressionistas contemporâneos.
A maior parte da produção de Toulouse-Lautrec consistia em esboços em papel e ilustrações (desenhos satíricos, cartazes), com os quais se tornou popular durante a vida e o ajudaram a se sustentar financeiramente. Pelo contrário, as suas pinturas a óleo são escassas e não tiveram grande impacto em exposições ou vendas.